# Bourse d'Alger
La Bourse d'Alger (en arabe : بورصة الجزائر) est le marché officiel des actions en Algérie, créée en 1997 sous le nom de la Société de Gestion de la Bourse des Valeurs (SGBV).
La capitalisation boursière globale de la Bourse d’Alger s’élève à 722,6 milliards de dinars au 13 mars 2025.

## Histoire

### Origine de la bourse d'Alger
L'idée de création d'une bourse à Alger est apparue en 1990 dans le cadre des réformes économiques de 1988. Elle est instituée par les lois :
- 88-01 portant orientation des EPE (Entreprises Publiques Économiques) ;
- 88-03 portant constitution de 8 fonds de participation ;
- 88-04 modifiant et complétant l’ordonnance 59-75 du 26 septembre 1975 portant code de commerce.

Ces lois ont introduit la distinction entre l'État actionnaire et l'État puissance publique.
En 1990 a été constituée la société des valeurs mobilières (SVM), son capital est détenu par les 8 fonds de participation. Son capital en 1992 est passé à 9 320 000 DZD, en cette même année sa raison sociale a été modifiée aussi et est devenue « Bourse des valeurs mobilières (BVM) ».
En l'absence de lois spécifiques et de code de commerce adapté à l'économie de marché, la bourse n'a pu exercer.

### Lois relatives à la bourse
- Décret législatif 93-08 du 25 avril 1993 modifiant et complétant l’ordonnance 75-59 du 26 septembre 1975 portant code de commerce :
  - Introduction de la possibilité de constitution de société par actions avec appel public à l’épargne,
  - Définition des valeurs mobilières que les sociétés par actions cotées en bourse, ou susceptibles de l’être, peuvent émettre ;

- Ordonnance 96-27 du 9 décembre 1996 modifiant et complétant l’ordonnance 75-59 du 26 septembre 1975 portant code de commerce : cette ordonnance a défini les règles de fonctionnement des diverses sociétés commerciales ;

- Décret législatif 93-10 du 23 mai 1993 a :
  - institué la bourse des valeurs mobilières,
  - défini la bourse comme étant : le cadre d’organisation et de déroulement des opérations sur les valeurs mobilières émises par l’État, les autres personnes morales de droit public ainsi que les sociétés par actions,
  - défini les organismes composant la bourse :
    - une commission d’organisation et de surveillance des opérations de bourse qui constitue l’autorité du marché des valeurs mobilières,
    - une société de gestion de la Bourse des valeurs : l’entreprise de marché,
    - un dépositaire central des titres dénommé Algérie Clearing, société par actions au capital de 240 millions DZD détenu par les banques et les sociétés cotées. Algérie Clearing a vu le jour en 2001 et a commencé ses activités en 2004 (www.algerieclearing.dz),
    - des intermédiaires en opérations de Bourse : entreprises d’investissement ;

- Loi 95-22 du 26 août 1995 relative à la privatisation des entreprises publiques modifiée et complétée par l’ordonnance 97-12 du 19 mars 1997 a introduit le recours aux mécanismes de la bourse comme mode de privatisation ;

- Loi 95-25 du 25 septembre 1995 relative à la gestion des capitaux marchands de l’État a défini les règles spécifiques d’organisation, de gestion et de contrôle des fonds publics détenus par l’État sous forme de valeurs mobilières en représentation du capital ;

- 23 mai 1993, Création de l'autorité de régulation du marché qui est la COSOB (Commission d'Organisation et de Surveillance des Opérations de Bourse).

### Débuts effectifs de la bourse d'Alger
Le 25 mai 1997, la SGBV est créée, avec comme actionnaires six banques publiques : la Banque de l'agriculture et du développement rural (BADR), la Banque extérieure d'Algérie (BEA), la Banque nationale d'Algérie (BNA), la CNEP-Banque, le Crédit Populaire d'Algérie (CPA) et la Banque de développement local (BDL).
Le 13 septembre 1999, la première cotation à la bourse d'Alger avec l'entreprise publique agroalimentaire ERIAD Sétif, qui ouvre 20 % de son capital.
Le 20 septembre 1999, le groupe pharmaceutique Saidal, est coté à son tour à la bourse d'Alger.
Le 14 février 2000, l'EGH El Aurassi, société de gestion de l'hôtel El Aurassi entre aussi à la bourse d'Alger.
Le 7 mars 2011, Alliance Assurances, dix ans après la dernière introduction, devient la première entreprise privée algérienne à faire son entrée en bourse, le titre est coté en février 2011.
Le 7 avril 2013, NCA Rouiba, ouvre son capital avant de se retirer en 2020, après son rachat par le français Castel.
Le 18 janvier 2016, le groupe pharmaceutique privé Biopharm met en vente un total de 5 104 375 actions ordinaires, représentant une part de 20 % de son capital social.
Dès 2024, deux banques nationales (la Banque de développement local  et le Crédit populaire d'Algérie) sont censées faire leur entrer en bourse sur le marché principal.
Mardi 26 mars 2024, et pour la première fois, une banque est cotée à la Bourse d'Alger : Crédit populaire d'Algérie. La vente des actions s'est faite du 30 janvier au 14 mars 2024, elle portait sur 30 % (60 millions d'actions) du capital total de la société pour un prix nominal de 2300 DZD par action. Cette vente d'actions a pu être réalisé à un taux très appréciable de 80 % représentant 49 millions d'actions (24,48 % du capital social de la société) équivalent à une valeur de 112 milliards DZD. Grâce à l'entrée en bourse de cette banque la capitalisation globale de la bourse d'Alger est passée de 72 à environ 532 milliards DZD (3,9 milliards de dollars).
Lors d'une  conférence de presse avec le journal Acharq-business (bloomberg), le directeur général de la bourse M. Benmouhoub, annonce l'introduction en bourse de la BDL et de Djezzy en 2024, ce qui permettrait selon ses calculs d'atteindre une capitalisation de 7 milliards de dollars. L'objectif serait ensuite de progresser avec environ deux introductions en moyenne par an. Toujours selon lui l'objectif serait d'atteindre une capitalisation de 10 milliards de dollars d'ici 2027.
En janvier 2025, la startup de consulting Moustachir entre à la bourse dans l'index PME.
Deux mois plus tard, le 13 mars 2025 la Banque de développement local entre en bourse avec une augmentation de 30 % de son capital pour un total de 61,88 milliards DZD (44,2 milliards DZD + prime d'émission 17,68 milliards DZD). Cette opération permet de porter la capitalisation totale de la bourse à 722,6 mds DZD (5,4 milliards de dollars) et fait d'elle la sixième société cotée au DzairIndex,.

## Fiscalité
La loi de finances de 2004 prévoit l'exonération de l'IRB (impôt sur les revenus et bénéfices) et l'IBS (impôt sur le bénéfice des sociétés) sur les revenus de valeurs mobilières cotées en bourse ou négociées sur un marché organisé pendant une période de cinq années, à compter du 1er janvier 2009.